# Sant Esteve de les Roures

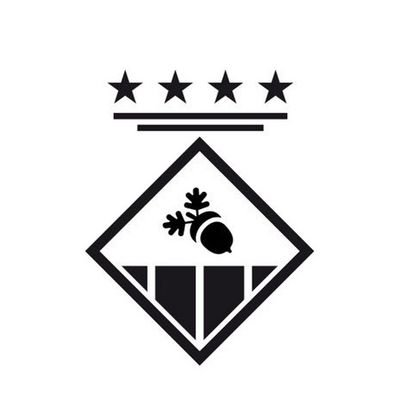
Das Wappen der imaginären Gemeinde

Sant Esteve de les Roures (katalanisch für Sankt Stefan von den Eichen), im Internet oft kurz Roures genannt, ist eine fiktive Ortschaft in Katalonien. Sie entstand infolge einer Zeitungsente während der Katalonien-Krise 2018 als Internetphänomen.

## Geschichte

### Vorgeschichte
Am 28. März 2018 berichtete die spanische Tageszeitung El Mundo unter Berufung auf eine Dokumentation der Guardia Civil über angebliche und tatsächliche Gewalttaten im Zusammenhang mit dem katalanischen Unabhängigkeitsreferendum von 1. Oktober 2017. Die Dokumentation wurde dem Obersten Gerichtshof Spaniens vorgelegt.
Der Bericht enthielt unter anderem die Behauptung, einer der aggressivsten Zwischenfälle hätte sich im katalanischen Dorf Sant Esteve de les Roures ereignet. Ein Motorradfahrer habe einen Polizisten angefahren und versucht, ihm die Dienstwaffe zu stehlen. Ein Demonstrant habe mehrere Polizisten angegriffen und einem von ihnen, nachdem er gestürzt sei, gegen den Kopf getreten.
Nach der Veröffentlichung in der spanischen Zeitung stellte sich heraus, dass die angebliche Ortschaft „Sant Esteve de les Roures“ nicht existiert.

### Das Internetphänomen
Wenige Tage später wurde auf der Internetplattform Twitter ein Account der erfundenen „Gemeindeverwaltung von Sant Esteve de les Roures“ eröffnet. Unter diesem Account wurden erfundene Gewaltvorwürfe gegen spanische Behörden verbreitet. Daraufhin beschwerte sich die spanische Militärpolizei bei der „Gemeindeverwaltung“ über den vermeintlichen Amtsmissbrauch. Bis zum 25. April 2018 wurde die ursprüngliche Falschmeldung in El Mundo weder von der Zeitung noch von der spanischen Militärpolizei dementiert.
Nach einem Aufruf des Twitter-Accounts der vorgeblichen Ortschaft, die Behauptung ihrer Inexistenz in sozialen Medien zu widerlegen, wurden im April 2018 mehr als 80 Twitter-Accounts angeblicher Einrichtungen in „Sant Esteve de les Roures“ eröffnet und das vermeintliche Dorf in der von der katalanischen Unabhängigkeitsbewegung angestrebten Republik Katalonien entwickelte sich zu einem viralen Phänomen sowie einem politischen Witz.
Ende April sollte das angebliche Dorf unter anderem über zwei Universitäten, einen Markt, einen Internettreffpunkt, eine Zahnklinik, ein U-Bahn-Netz, eine Dönerbude, eine Landwirtschaftsvereinigung, Niederlassungen politischer Parteien, einen Verband deutscher Unternehmer sowie Polizeidienststellen, eine Staatsanwaltschaft und eigene Gerichtsbarkeit verfügen. Der angebliche Richter trug den Namen des Ermittlers, für den das fehlerhafte Dossier der Guardia Civil vorgesehen war.
Die ebenfalls fiktive, für eine Fernsehserie erfundene Gemeinde Arralde im Baskenland wurde im April 2018 zur virtuellen Partnerstadt von Sant Esteve de les Roures erklärt. 2009 hatte der spanische Richter Baltasar Garzón aufgrund einer gegenstandslosen Strafanzeige von Gegnern der Terrorgruppe ETA versucht, Polizeikräfte nach „Arralde“ zu entsenden. Laut der Anzeige fand dort ein Solidaritätsessen für angebliche baskische politische Gefangene statt.
Nach Angaben der Internetzeitung Libertad Digital handelte es sich bei „Sant Esteve de les Roures“ um eine Falschschreibung der Gemeinde Sant Esteve Sesrovires im Landkreis Baix Llobregat in der Provinz Barcelona.

### Folgen in der Politik
Die zur katalanischen Unabhängigkeitsbewegung gehörende Linkspartei Esquerra Republicana de Catalunya beantragte im Mai 2018 im spanischen Abgeordnetenhaus einen Zuschuss von fünf Millionen Euro für die Renovierung des „Bahnhofs von Sant Esteve de les Roures“. Die unionistische spanische Partei Ciudadanos und die baskische Eusko Alderdi Jeltzalea-Partido Nacionalista Vasco stimmten dem Scherzantrag, der gleichzeitig mit 997 ernsthaften Anträgen der ERC im Parlament eingebracht worden war, jeweils zu. Im Mai 2018 zog die ERC den Antrag zurück, da sich die Ortschaft „nicht auf Staatsgebiet befinde“.

### Folgen in der Kultur
Im April 2018 akzeptierte die katalanische Sängerin Leticia Sabater eine fiktive Einladung der linksgerichteten Partei Candidatura d’Unitat Popular, in „Sant Esteve de les Roures“ aufzutreten und den Tanz Tukutú auf dem „Hauptfest des Volkes“ vorzuführen.